# لیون‌ورت (واشینگتن)
لیون ورت (به انگلیسی: Leavenworth) شهری در شهرستان چیلان، ایالت واشنگتن است که در سرشماری سال ۲۰۱۰ میلادی، ۱۹۶۵ نفر جمعیت داشته است. 